# Artūrs Zakreševskis
Artūrs Zakreševskis (Riga, 7 de agosto de 1971) é um ex-futebolista e treinador de futebol letão que atuava como zagueiro. Atualmente, é auxiliar-técnico da Seleção Letã Sub-15 e técnico do JDFS Alberts.

## Carreira em clubes
Revelado pelo Apgaismes Tehnika, Zakreševskis atuou por mais tempo no Liepājas Metalurgs e no Skonto, pelo qual foi tetracampeão nacional e bicampeão da Copa Letã. Defendeu ainda RAF Jelgava, Vidus Rīga, DAG Rīga, Daugava Rīga, FK Rīga e FK Jūrmala, onde encerrou a carreira pela primeira vez em 2008, voltando aos gramados em 2014 para mais 2 jogos com o Daugava-2 antes da aposentadoria definitiva, aos 42 anos.

## Carreira de treinador
Em 2009, foi anunciado como auxiliar-técnico da Seleção Letã Sub-15, exercendo paralelamente com a função de treinador do JDFS Alberts desde 2012.

## Seleção Letã
Estreou pela Seleção Letã em maio de 1995, na derrota por 2 a 0 para a Estônia em partida válida pela Copa Báltica do mesmo ano.
Participou da Eurocopa de 2004 (a primeira competição oficial da Letônia como país independente), mas não entrou em campo em nenhuma partida na campanha da seleção, encerrada ainda na fase de grupos com um ponto, após empatar sem gols com a Alemanha. O único gol de Zakreševskis foi em dezembro, no empate por 2 a 2 com o Bahrein.
A última das 55 partidas disputadas pelo zagueiro foi contra a Espanha, em junho de 2007, que terminou com vitória da Fúria por 2 a 0.

### Gols pela Seleção Letã
| 1.    | 3 de dezembro de 2004 | Estádio Nacional do Barém, Riffa | Bahrein | 2-2 | Empate | Bahrain P.M. Cup |
| [ 4 ] |                       |                                  |         |     |        |                  |

## Títulos
Skonto
- Virslīga: 2001, 2002, 2003, 2004
- Copa Letã: 2001, 2002

Seleção Letã
- Copa Báltica: 2001, 2003